# 1605. grenadirski polk (Wehrmacht)
1605. (ruski) grenadirski polk (izvirno nemško 1605. Grenadier-Regiment (russ.); kratica 1605. GR) je bil pehotni polk Heera v času druge svetovne vojne.

## Zgodovina
Polk je bil ustanovljen aprila 1945 na Danskem kot del 499. ruske brigade.